# Erchanfried
Erchanfried († 1. August 864) war sechster Bischof von Regensburg von 847 bis 864.
Erchanfried war wie die anderen frühen Regensburger Bischöfe zugleich Vorsteher des Klosters Sankt Emmeram.